# 佟桂莉
佟桂莉（1969年10月—），女，汉族，黑龙江五常人。1988年5月加入中国共产党，1990年7月参加工作，曾任中共杭州市委副书记，浙江省妇联党组书记，现任浙江省科技厅党组书记。

## 生平
1986年9月，进入中国青年政治学院学习。1990年7月毕业后到共青团杭州市委工作；历任青工部干事、副部长、部长，共青团杭州市委副书记、书记。
2001年7月，任中共富阳市委副书记。2002年12月，任中共富阳市委书记、市人大常委会主任。
2006年12月，任中共杭州市委副秘书长。2007年4月，任杭州市人民政府副市长。2013年5月，任中共杭州市委常委。2017年2月，任中共杭州市委常委、统战部部长。
2018年8月，任中共杭州市委常委、萧山区委书记。2020年8月，任中共杭州市委副书记。2021年11月，不再担任萧山区委书记。
2022年1月，任浙江省妇联党组书记。
2023年1月，任浙江省科技厅党组书记。